# Foreign Agents Registration Act
Der Foreign Agents Registration Act (FARA; deutsch Registrierungsgesetz für Auslandsvertreter) ist ein 1938 verabschiedetes Gesetz der Vereinigten Staaten. Es schreibt vor, dass Personen, die in den USA politisch oder semi-politisch (wirtschaftlich) für ausländische Rechtspersonen tätig sind, diese Tätigkeit anmelden, dokumentieren und genehmigen lassen müssen.
Das Gesetz richtete sich ursprünglich gegen Propagandisten des Dritten Reiches in den USA. Es geht zurück auf das „McCormack-Dickstein Committee“, das erste Komitee für unamerikanische Umtriebe. Nach dessen Vorsitzenden John W. McCormack hieß es anfangs McCormack Act.
1966 wurde das Gesetz überarbeitet, um Vertreter zu erfassen, die tatsächlich zum ökonomischen oder politischen Vorteil einer ausländischen Macht arbeiteten und die Entscheidungen der Regierung beeinflussen wollten. Der Schwerpunkt verlagerte sich von der Propaganda zum politischen Lobbying und schränkte der Begriff des „foreign agent“ ein. Seither kann eine Organisation oder Person nur von der FARA erfasst werden, wenn die Regierung nachweist, das der Akteur tatsächlich auf Befehl oder Anordnung oder unter Führung oder Leitung eines ausländischen Auftraggebers („at the order, request, or under the direction or control, of a foreign principal“) handelt und nachweist, dass er mit politischen Handlungen für oder im Interesse eines solchen ausländischen Auftraggebers („in political activities for or in the interests of such foreign principal“) befasst ist, einschließlich der Vertretung solcher Interessen eines solchen ausländischen Auftraggebers vor einer Behörde oder einem Amtsträger der Vereinigten Staaten („represent[ing] the interests of such foreign principal before any agency or official of the Government of the United States“).
Dies erhöhte die Beweislast der Regierung; seit 1966 gab es keine rechtlichen Maßnahmen seitens der  FARA. Eine zivilrechtliche „injunctive remedy“ wurde angefügt, um dem Justizministerium zu erlauben, Personen und Institutionen vor möglichen Rechtsverstößen zu warnen, um damit freiwillige Anwendung zu fördern, es wurde aber klargestellt, wenn ein Rechtsverstoß vorlag. Dies führte zu einer Reihe von erfolgreichen Zivilprozessen und Verwaltungsentscheidungen.
1995 wurde der Ausdruck „political propaganda“ aus Subsection 611 herausgenommen, dies war das Ergebnis der Entscheidung des Supreme Court im Jahre 1987, im Falle Meese v. Keene, als der State Senator von Kalifornien drei Filme aus Kanada über sauren Regen und Atomkrieg verbreiten wollte, dabei aber den Eindruck hatte, sein Ansehen würde geschädigt, wenn er Filme verbreitete, die offiziell als politische Propaganda klassifiziert worden seien. Das Gesetz zur Aufklärung von Lobbyismus Lobbying Disclosure Act of 1995 (LDA), 2 U.S.C. § 1601, entfernte agents aus dem Gesetz, die Lobbyismus betreiben, der unter dem vom Kongress angewandten Gesetz ausgeübt wird.
Eine Onlinesuche von FARA Registranten wurde vom United States Department of Justice (FARA Quick Search) hinzugefügt. 2007 wurde eine online database zur Verfügung gestellt, die öffentlich eingesehen werden kann, um Berichte und Akten zu recherchieren.
Mit der Durchführung ist die FARA Registration Unit in der Counterintelligence and Export Control Section (CES) in der National Security Division (NSD) des United States Department of Justice beauftragt.
Der FARA ist nach wie vor in Kraft (2021). Zuwiderhandlungen gegen das Gesetz sind strafbewehrt mit maximal 5 Jahren Haft und/oder maximal 10.000 Dollar Geldstrafe.
Das Justizministerium berichtete 2007, dass es etwa  1.700 Lobbyisten gebe, die mehr als 100 Länder vor Kongress, Weißem Haus und Bundesregierung repräsentieren.
Anfang November 2017 wurde der russische Fernsehsender Russia Today auf Grundlage dieses Gesetzes gezwungen, sich als foreign agent („ausländischer Vertreter“) registrieren zu lassen.

## Zielpersonen und Bestimmungen
Das Gesetz betrifft Personen (technisch: Agenten, Vertreter, Beauftragte, Bevollmächtigte), die im Auftrag ausländischer Regierungen oder allgemeiner foreign principals (ausländische Auftraggeber, darunter fallen auch ausländische politische Parteien und Organisationen oder ausländische Personen, die keine US-Staatsbürger sind) politisch in den USA tätig sind (ausgenommen sind diplomatische Vertretungen oder andere ausländische Vertretungen, die vom US-Außenministerium anerkannt sind).
- Sie sind verpflichtet, sich beim Justizministerium registrieren zu lassen, bevor sie ihre Tätigkeit aufnehmen (und innerhalb von zehn Tagen, nachdem sie anerkannte Vertreter geworden sind). Ihre Abmachungen mit der ausländischen Rechtsperson, Bezahlungen und Ausgaben in ihrem Auftrag sind anzugeben, und diese Informationen sind öffentlich zugänglich. Ihre Zulassung muss alle 6 Monate aktualisiert werden.
- Die von ihnen verbreiteten Informationsmaterialien müssen mit einem Hinweis versehen sein, dass sie im Auftrag der ausländischen Rechtsperson erfolgen. Kopien müssen dem Justizminister (Attorney General) übergeben werden.
- Falls der Vertreter vor einem Kongressausschuss aussagt, muss er diesem die jüngste Kopie seines FARA-Berichts vorlegen.
- Der Vertreter muss Aufzeichnungen seiner Aktivitäten führen und auf Verlangen dem Justizministerium zugänglich machen.

Ausgenommen sind Tätigkeiten, die ausschließlich wissenschaftlichen, religiösen, künstlerischen oder rein kommerziellen Interessen dienen, sowie humanitäre Hilfsorganisationen. Ebenfalls ausgenommen sind Anwälte, die im Auftrag ausländischer Principals handeln, solange sie nicht politisch Einfluss nehmen.
Die FARA ist nicht die einzige Rechtsvorschrift in den USA, die eine Registrierung von Vertretern ausländischer Interessen vorsieht. Für Lobbyisten mit kommerziellen Interessen gibt es allgemein den LDA (Lobbying Disclosure Act) und für Vertreter, die im Auftrag ausländischer Regierungen tätig sind, also auch für kommerzielle Interessen, soweit es sich nicht um juristische Vertretung handelt, gibt es zusätzlich eine Registrierungspflicht, deren Zuwiderhandlung nach dem US-Strafgesetzbuch (Titel 18 United States Code, § 951) strafbewehrt ist.

## Probleme
Die Foreign Agent Registration Unit gilt angesichts der steigenden Anzahl ausländischer Lobbyisten in Washington sowie deren finanziellen Möglichkeiten extrem unterfinanziert. Zugleich hat er die Hilfe des Geheimdienstapparats der US-Regierung. Im Juni 2004 teilte das Justizministerium mit, dass die Lobbyisten-Datenbank der Abteilung in einem desolaten Zustand sei und selbst eine Datensicherung zu massiven Verlusten führen könnte.

## Historisches
Aufgrund von Verstößen gegen das Gesetz wurde während des Zweiten Weltkrieges eine Vielzahl Personen, die unter anderem mit dem Amerikadeutschen Bund oder dem America First Committee in Verbindung standen, inhaftiert, darunter Laura Ingalls (vier Monate), George Sylvester Viereck (viereinhalb Jahre) und Friedrich Auhagen (zwei Jahre, inhaftiert sechs Jahre).
Das Gesetz wurde mehrfach ergänzt, unter anderem 1966, als die Lobby-Tätigkeit ausländischer Regierungen im Mittelpunkt des Interesses stand, die Nachfolge der Zucker-Importe des mit einem Embargo belegten Kuba zu übernehmen.

## Entwicklung in den 2010er Jahren und Vorbild für russisches Gesetz
Ende 2017 verlangte die US-Administration die Registrierung der US-amerikanischen Tochter des russischen Fernsehsenders RT, „RT America“, als Foreign Agent der russischen Regierung. Als Antwort auf diese Entwicklungen (und die Existenz des amerikanischen FARA-Gesetzes) verabschiedete das russische Parlament im November 2017 einen Zusatz zu dem seit 2012 bestehenden „Gesetz über „ausländische Agenten“ in Russland“, nach dem auch amerikanische Medien als ausländische Vertreter/Agenten verfolgt werden können. Dieses Gesetz von 2012 betraf zunächst Nicht-Regierungsorganisationen (NGOs), die Finanzierung aus dem Ausland erhalten und sich in Russland nach dem Gesetz registrieren lassen müssen, ihre Website mit Ausländischer Vertreter/Agent markieren müssen, Unterlagen einreichen und die Finanzierung offenlegen müssen.
Im Rahmen der Sonderermittlung zur russischen Einflussnahme auf den US-Wahlkampf benutzte Sonderermittler Robert Mueller Ende 2017 auch den FARA für eine Anklage gegen Trumps ehemaligen Campaign Manager Paul Manafort. Das Gesetz war zuvor seit 1966 selten bei Anklagen zur Anwendung gekommen (weniger als zehn Fälle und eine Verurteilung). Nach Ansicht von Beobachtern könnte sich das im Rahmen der Affäre der Beeinflussung des Wahlkampfes zugunsten Trumps durch Russland ändern. Sowohl Mike Flynn von den Republikanern (der für die Türkei arbeitete) als auch Tony Podesta von den Demokraten (Lobbyarbeit für die Ukraine) hatten sich verspätet als Lobbyisten im Sinn des FARA registrieren lassen und waren in das Visier von Mueller gelangt, der als Sonderermittler sehr weitreichende Vollmachten hat. Vor diesen Entwicklungen von 2017 kam es seit 1966 erst einmal zu einer Verurteilung: 2010 war der Republikaner Mike Siljander verurteilt worden (er bekannte sich schuldig). Er hatte nicht gemäß FARA angegeben, dass ihn eine islamische Wohltätigkeitsorganisation dafür bezahlt hatte, das Finanzkomitee des Senats dazu zu bewegen, sie von einer Liste von Organisationen zu nehmen, die der Terrorismusunterstützung verdächtigt wurden.